# 70714 Rizk
70714 Rizk este un asteroid din centura principală de asteroizi.

## Descriere
70714 Rizk este un asteroid din centura principală de asteroizi. A fost descoperit pe 30 octombrie 1999 în cadrul proiectului CSS. Asteroidul prezintă o orbită caracterizată de o semiaxă mare de 2,63 ua, o excentricitate de 0,06 și o înclinație de 7,1° în raport cu ecliptica.